# Timothy Mo
Timothy Mo (Hongkong, 1950) is een auteur van gemengde afkomst; hij had een Cantonese vader en een Britse moeder.
Hij groeide op in Hongkong en trok voor zijn universitaire studies naar Oxford waar hij geschiedenis studeerde.
Hij debuteerde met The Monkey King in 1978 en viel meteen in de prijzen: de Geofrey Faber Memorial Prize. In het boek behandelt hij op satirische wijze de 'rassen'-problemen in Hongkong: de geboren Chinezen, de 'Portugezen' geboren in Macau, de Cantonezen en alle anderen die een nationaliteit pretenderen uit hoofde van een of andere verre of nabije verwantschap.
Met Sour Sweet (1982) beleefde hij zijn grote doorbraak. het kwam zowel op de Booker Prize- als op de Whitbread Prize-shortlist,
maar moest zich tevreden stellen met de Hawthornden Prize en een verfilming. Het onderwerp is naar Londen geëmigreerde Chinese immigranten die botsen met de daar opererende Chinese maffia.
In 1986 publiceerde hij An Insular Possession en haalde ook daarmee de Booker-shortlist. Het behandelt de eerste jaren van de kolonisatie van Hongkong en de wereldvreemde Britse politiek tegenover een Chinese staat die niet van indringers houdt.
The Redundancy of Courage, dat in 1991 gepubliceerd werd, is een werk over de verzetsstrijd op een deel van een eiland (Oost-Timor) - in de roman 'Danu' genoemd - en het ongevraagde maar heldhaftige optreden van Adolph Ng, een Chinese winkelier op dat eiland.
- Biblioteca Nacional de España: XX1045436
- Bibliothèque nationale de France: cb12070425b (data)
- Catàleg d'autoritats de noms i títols de Catalunya: 981058526129906706
- CiNii: DA01525054
- Gemeinsame Normdatei: 123759390
- International Standard Name Identifier: 0000 0001 1493 7476
- Library of Congress Control Number: n78068180
- Bibliotheek van het Japanse parlement: 00678240
- Nationale Bibliotheek van Tsjechië: xx0000804
- Nationale Bibliotheek van Israël: 987007273546005171
- Nederlandse Thesaurus van Auteursnamen: 072115254
- Système universitaire de documentation: 028981677
- Virtual International Authority File: 76339491
- WorldCat: E39PBJmxYmg9Vq3gPtDMCYP4v3